# Колодзєє (Картузький повіт)
Колодзєє (пол. Kołodzieje) — село в Польщі, у гміні Суленчино Картузького повіту Поморського воєводства.
У 1975-1998 роках село належало до Гданського воєводства.